# Asnières-sous-Bois
Asnières-sous-Bois település Franciaországban, Yonne megyében. Lakosainak száma 114 fő (2022. január 1.). Asnières-sous-Bois Chamoux, Brèves, Dornecy, Brosses, Châtel-Censoir, Lichères-sur-Yonne, Montillot és Vézelay községekkel határos.

## Népesség
A település népességének változása:
| Lakosok száma | 146  | 135  | 133  | 126  | 119  | 113  | 113  | 113  | 114  |
|               | 2013 | 2015 | 2016 | 2017 | 2018 | 2019 | 2020 | 2021 | 2022 |